# 로열 내셔널 시어터

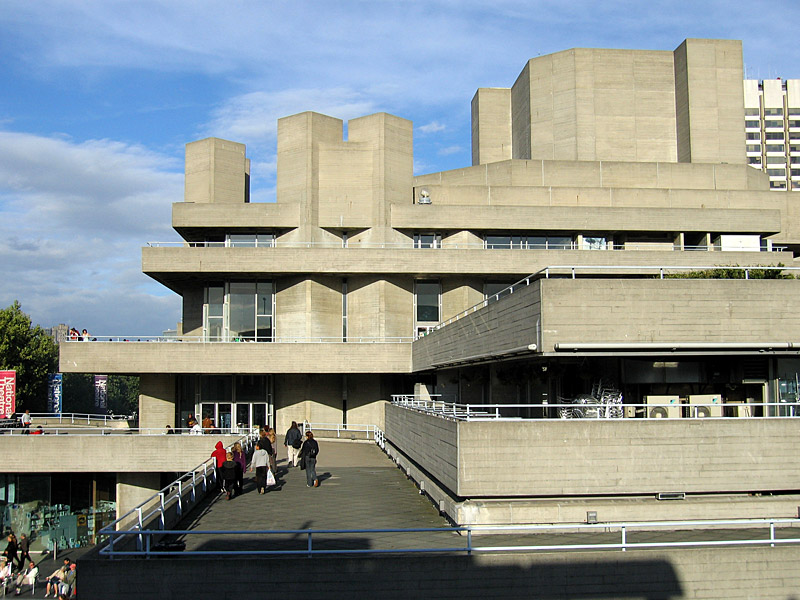
로열 내셔널 시어터

로열 내셔널 시어터(Royal National Theatre)는 영국 런던에 위치한 국립 극장이다.
영국 극단의 오랜 숙제이던 국립극장은 1949년의 국립극장법의 국회 통과와 대장성(재무부)의 극장 신축 비용 100만 파운드 지급 결정, 런던시의회의 부지 제공 등에 의해 1951년 기공식을 가졌다. 그러나 역대 영국 내각은 올드빅 극장을 임시 본거로 하여 발족(1963)한 국립극장 극단에 대한 국고보조만을 집행했을 뿐이어서 극장 건축은 연기되어 오다가, 1966년에야 경비의 반을 정부가 지급키로 함으로써 본격화되었다. 무대양식이 다른 두 개의 대극장과 실험·실습용의 스튜디오 공연장을 포함한 종합극장 건설은 1973년까지 완성시킬 예정이었으나 경제불황 등 여러 가지 원인으로 1976년 10월에 준공식을 가질 수 있었다. 한편 세 번째 대극장인 코테슬로어관은 1977년 봄에 완성되었다.

## 같이 보기
- 웨일스 밀레니엄 센터
- 애비 극장
- 사이먼 캘로